# Chapinophis xanthocheilus
Chapinophis xanthocheilus es una especie de serpiente de la familia Colubridae. Es endémica de Guatemala, donde habita los bosques nubosos de la Sierra de las Minas. Es la única especie del género Chapinophis.